# Kolodeajne, Kovel
Kolodeajne (în ucraineană Колодяжне) este localitatea de reședință a comunei Kolodeajne din raionul Kovel, regiunea Volînia, Ucraina.

## Demografie
Componența lingvistică a localității Kolodeajne
     Ucraineană (98,61%)
     Rusă (1,39%)
Conform recensământului din 2001, majoritatea populației localității Kolodeajne era vorbitoare de ucraineană (98,61%), existând în minoritate și vorbitori de rusă (1,39%).